# Potentilla conferta
Potentilla conferta là loài thực vật có hoa trong họ Hoa hồng. Loài này được Bunge miêu tả khoa học đầu tiên năm 1830.